# Amador City, Kalifornija
Amador City je grad u američkoj saveznoj državi Kalifornija. Prema popisu stanovništva iz 2010. u njemu je živjelo 185 stanovnika.